# Filzmoos
Filzmoos é um município da Áustria, situado no distrito de St. Johann im Pongau, no estado de Salzburgo. Tem 75,65 km² de área e sua população em 2019 foi estimada em 1.493 habitantes.